# Адмиралтейство (здание, Николаев)
«Адмиралте́йство» — название, используемое по отношению к административному зданию Николаевского судостроительного завода в Николаеве.
Здание построено в 1951 году в стиле Сталинский ампир с опорой на традиции русского классицизма. Шпиль здания венчает кораблик, в который заложено послание в 2017 год. Автор проекта — Н. С. Шаповаленко.
Здание располагается на левом берегу Ингула и играет значительную градостроительную роль, замыкая широкую и хорошо озеленённую Садовую улицу, и служит композиционным центром площади Манганарьевского сквера, сформировавшейся на её пересечении с Адмиральской улицей. Окружённое значительными архитектурными памятниками адмиралтейство удачно вписывается в исторически сложившийся ансамбль, ориентируя его на Садовую улицу. Этому способствует объёмно-пространственная композиция сооружения, построенная на акцентировке его главной оси башней со шпилем.
Рядом, на площади располагаются администрация Центрального района, строительный колледж и  Старофлотские казармы, в которых находится Николаевский областной краеведческий музей.

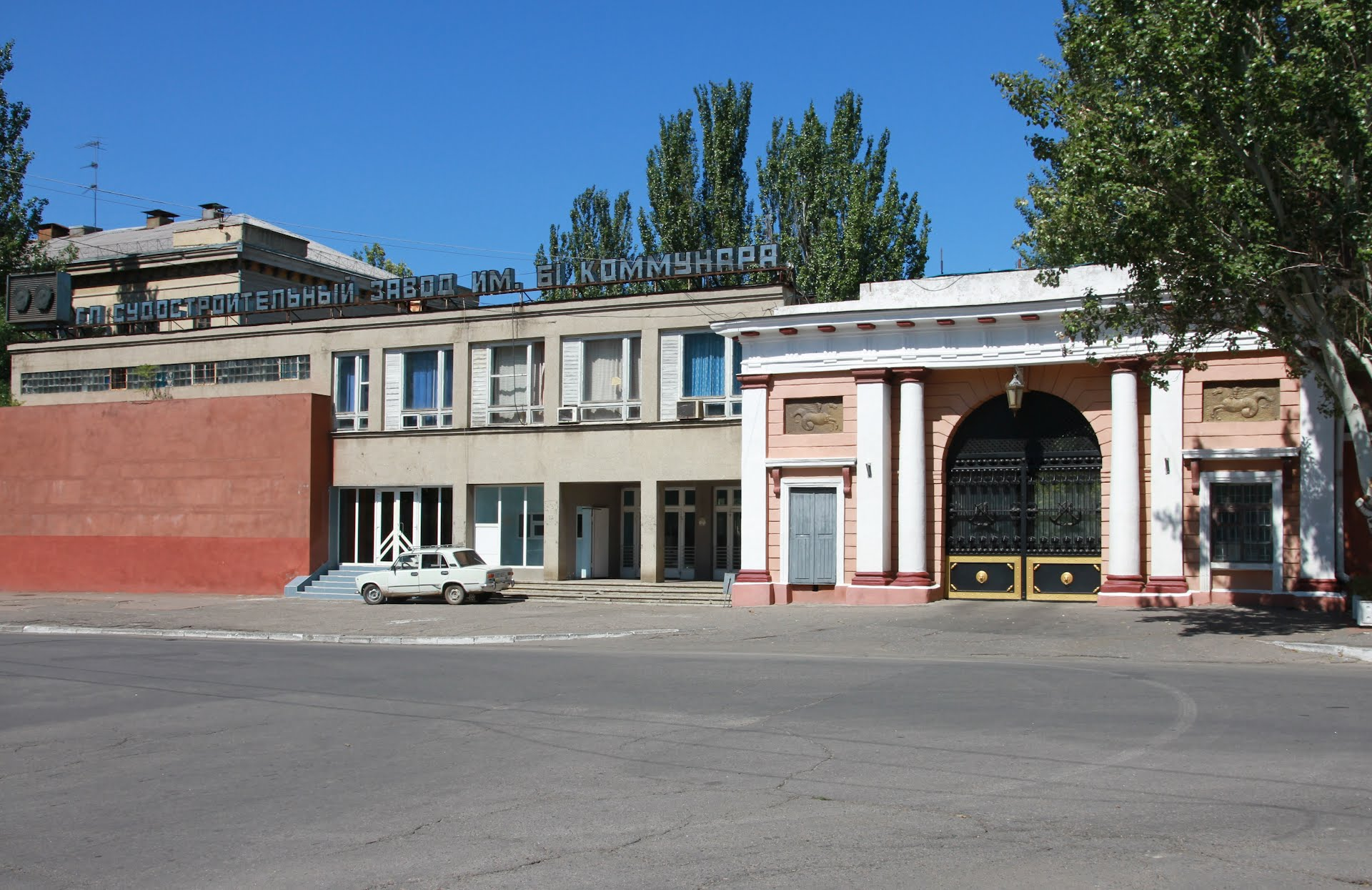
Проходная судостроительного завода и ворота старого адмиралтейства

Административное здание является новым: старое здание Николаевского адмиралтейства располагалось немного правее и было разрушено в ходе Великой Отечественной войны. Сейчас от него сохранились лишь фрагменты, в частности ворота, выходящие фасадной частью на Адмиральскую улицу.
Здание Адмиралтейства было повреждено из-за российской атаки ракетами «Калибр» в ночь с 26 на 27 апреля 2023 года.